# Christopher Francis Puttock
Christopher Francis Puttock (1954) es un botánico y taxónomo australiano-estadounidense. Publica habitualmente en Madroño, y es especialista en las familias Asteraceae (Cremnothamnus); Rubiaceae (Atractocarpus, Gardenia, Kailarsenia).

## Biografía
Es curador del herbario en el Departamento de Botánica del Instituto Smithsoniano. Antes lo fue en CSIRO, Australia.

## Algunas publicaciones

### Libros
- 1997. Plant Systematics Research in Australasia. Con Kirsten Cowley, 6.ª ed. Centre for Plant Biodiversity Res. 86 pp. ISBN 0642270953, ISBN 9780642270955

- La abreviatura «Puttock» se emplea para indicar a Christopher Francis Puttock como autoridad en la descripción y clasificación científica de los vegetales.[6]